# 上絛千尋
上絛 千尋（かみじょう ちひろ、12月7日 - ）は、日本の女性声優。大阪府出身。AUspicious所属。旧芸名は池上 千尋（いけがみ ちひろ）。現在の芸名は、苗字が一文字違いの上「條」千尋とも表記される。

## 経歴
高校卒業と同時に声優を目指し、ビジュアルアーツ専門学校声優学科に入学。卒業とともに上京し、プロダクション・エースの預かり声優タレントとして活動を開始。のちにニューワールドプロダクションに移籍。
2016年開始の麻雀アプリゲーム『スケ雀刑事』が本格的な声優デビュー作となった。また、活動当初は雑誌やジュエリーのモデル、2.5次元舞台にも活躍の場を広げており、2016年1月開演の2.5次元舞台『D.M.L.C. デスマッチラブコメ』でメインキャストの一人、九段志乃歌役に抜擢されている。
2018年7月より現芸名に改め、現在は2019年設立の新規事務所であるAstralBlazeに正所属する。
2020年放送のテレビアニメ『レヱル・ロマネスク』では、急遽降板したてんちむに代わってしろがね役に抜擢され、自身初のテレビアニメレギュラー出演となった。真岡鐵道でコラボ車両「SLすずしろ号」を走らせるという同作のイベントにも参加し、トークショーを行った。
2024年時点ではAUspiciousに所属（AstralBlazeと運営会社は同一）。

## 人物
特技に水泳のほか、和太鼓やサックスといった楽器演奏を挙げている。
『レヱル・ロマネスク』しろがね役に決まってから、鉄道に関して勉強を始めたところ、思っていた以上にすごい世界が広がっていたことから、「今後もさらに色々と知っていきたい」と思ったという。

## 出演
太字はメインキャラクター。

### テレビアニメ
2020年
- レヱル・ロマネスク（しろがね）

2022年
- ある朝ダミーヘッドマイクになっていた俺クンの人生（店員）

2023年
- 老後に備えて異世界で8万枚の金貨を貯めます（女性A）
- D4DJ All Mix（女子生徒、女性客）
- おとなりに銀河（店員）

2024年
- 転生したら第七王子だったので、気ままに魔術を極めます（娘）
- 異世界ゆるり紀行 〜子育てしながら冒険者します〜（女性）
- 黄昏アウトフォーカス（小学生男子、女子生徒）
- 君は冥土様。（女性、女子生徒）
- アクロトリップ（女性教師）

2025年
- 阿波連さんははかれない season2（CA、大城の母）
- ユア・フォルマ（捜査官）

### Webアニメ
- 大名からあげ物語（2020年、葛家玲、甘辛檸檬）
- ラプソディ（2023年、女性客）

### ゲーム
- スケ雀刑事（2016年、上家順子、小笠原恵）
- 最終戦艦withラブリーガールズ（2017年、キング・ジョージ5世）
- BLESS（2017年、タナーラ・エリアンテス、チタタ、キャンドール、ハミシュ、エルザ、ラヘイム）
- デスティニーチャイルド（2018年、アストレア[20]）
- ラストピリオド -終わりなき螺旋の物語-（2021年、獣人の少女[21]）
- 戦国大河（2021年、南部晴継[22]、五龍姫[23]）
- 少女廻戦（2022年 - 、藩鳳[24]、満寵、郝昭[25]）
- Edge of Eternity（英語版）（2023年、テイア[26]）

### ドラマCD
- 葬除屋XRAID Judge the mistakes-過ちの代償-（2016年）[5]
- ゴルフガールズ ドラマCD 〜ゴルフの天使の祝福を〜（2021年、大心知真桜[27]）

### オーディオドラマ
- VARIANT Re:CORD（2018年、ナユタ[3]）

### ASMR
- 桜木学園癒やし部～2年B組・星奈月編。たっぷりお耳のマッサージケア～（2020年、星奈月[28]）
- 蓄音レヱル しろがね（2020年、しろがね[29][30]）
- ゼロ距離いちゃらぶ新婚生活～お嫁さんは耳かきがお好き～（2021年[31]、吉野ケ里みう）
- 真夜中だけが僕たちの救い～燃え尽きかけの地下アイドル～（2022年、真知子）

### 吹き替え

#### 映画
- RRR（ロキ〈アーマリーン・アンジュム〉[32]）
- アトラクション -侵略-（英語版）
- アンジー 復讐の使者（ニーナ〈ネットチャノック・ピタックトレイロン〉[33]）
- アンチ・ライフ（ヘイレイ〈カサンドラ・クレメンティ（英語版）〉）
- オーヴァーロード
- 王朝の陰謀 謎の壁画と舞姫殺人事件（クイ）
- キングメーカー 大統領を作った男（スヨン〈ソ・ウンス（英語版）〉[34]）
- ゴーギャン タヒチ、楽園への旅（路地の女(2)）
- 声/姿なき犯罪者（英語版）（カンチル〈イ・ジュヨン〉[35]）
- ゴッドスレイヤー 神殺しの剣（英語版）（コンウェンの姉 他[36]）
- サイバー・ミッション（中国語版）（スー・イー〈リー・ユエン（中国語版）〉[37]）
- 西遊記 ゴッド・ウォリアー/戦神（浣熊[38]）
- サイレント・ナイト（アート〈ローマン・グリフィン・デイヴィス〉[39]）
- THE WITCH/魔女 -増殖-（チョ・ヒョン〈ソ・ウンス〉[40]）
- ザ・モンスターハンター 魔界都市（ウ・ソウ 他）
- 三国志 -周瑜と孫策-（大喬）
- ジュラシック・アース 新たなる覇者（シャオカイ[41]）
- SOORYAVANSHI/スーリヤヴァンシー（英語版）（ターラ〈ニハリカ・ライザダ（英語版）〉 他[42]）
- 水滸英雄伝（林娘子〈楊琪芳〉[43]）
- ストレンジ・アフェア（メリッサ・ムーディ〈マーガレット・クアリー〉）
- スマート・チェイス（ナナ）
- 孫悟空 vs 猪八戒（追月仙女〈シュー・トントン〉[44]）
- チェルノブイリ1986（ジーナ〈ラフシャナ・クルコヴァ（ロシア語版）〉 他[45][46]）
- デウス/侵略（テズ〈クリスタル・ユー（英語版）〉 他[47]）
- デッドロック（エイミー〈ケリー・リン・ライター〉[48]）
- デンジャラス・プレイス（タミー〈ステイシー・デンジャー〉[49]）
- パーム・スプリングス（デイジー〈ジェナ・フリードマン（英語版）〉）
- フューチャーワールド
- ブラフマーストラ（テンシン〈スタンジン・デレク〉[50]）
- ホール・イン・ザ・グラウンド（英語版）
- ポスト・モーテム 遺体写真家トーマス（アナ〈ハイス・フルジナ〉）
- ムーラン -戦場の花-（木棣）
- ライズ・オブ・レジェンド -楚留香、覚醒す-（蘇蓉蓉〈蔡卓音〉[51]）
- ライド・オン（シャオバオの母〈ラン・ユエティン〉[52]）
- レジェンド・オブ・カンフー 太極拳（龍鑲〈シュ・シーチェン〉）
- ワンス・アポン・ア・タイム・イン・チャイナ 天地覚醒（戴十三〈ヤン・シャオミ〉）

#### ドラマ
- 山河令（英語版）（艶鬼〈柳千巧〉[53]）
- 帝王の娘 スベクヒャン（ソジョンの侍女[54]、貴族女1、青い侍女[55]、女官[56]）
- フリーキッシュ 絶望都市（英語版）
  - シーズン1（メアリー・ジョーンズ〈メアリー・モーサ〉）
  - シーズン2（ヘイリー〈アマンダ・スティール（英語版）〉）

#### アニメ
- シンビアパート（ガウンの姉、マリオネットクイーン、ホドン 他）
- どうぶつたんけん!ドゥダとダダ（バブル[57]）

### ナレーション
- 株式会社ドリロボ「VR 映像ナレーション」
- クリス・ハート全国ツアー演出ナレーション
- bayfm CM「犬吠埼 太陽の里」
- bayfm CM「しんきん保証基金」
- Google CMナレーション
- KBCラジオCM「大名からあげ」（葛家玲、甘辛檸檬）

### オーディオブック
- 瀬川コウ『謎好き乙女と奪われた青春』（2020年）[58]
- ビジネスマップ編集部, 岡田創『仕事で評価される!1日5分で説明上手になる伝え方』（2021年）[59]
- ダイソー英語で学べる名作絵本シリーズ『おむすびころりん』日本語朗読（2023年）[60]

### ラジオ
- 千尋と奏恵のちょこまに放送局★2022年、調布FM）パーソナリティ[61]
- ちょこまに放送局+（2022年 - 、調布FM）メインパーソナリティ[62]

### 舞台
- 舞台「D.M.L.C.-デスマッチラブコメ-」（2016年1月22日 - 24日・29日 - 31日、アトリエ第七秘密基地） - 九段志乃歌 役[63]
- DomixモーションコミックLive Vol.4「交通事故鑑定人 環倫一郎」（2017年9月15日 - 18日、アップリンク渋谷） - エルジャ 役[64]
- Team IV project 第1回リーディングライブ「VARIANT Re:CORD -光と影のカヴァティーナ-」（2019年7月13日・14日、しもきたドーン） - ナユタ 役[65]

### インターネットテレビ
- 女子部（仮）（2016年、ニコニコ生放送）[66]
- 次世代プリンセスを発掘! 声優サバイバル（2017年、生テレ） - 角川ファンタジア文庫賞受賞
- 最新&最深アニメ・コミック・ラノベを発見! こえあそび（2017年、生テレ）サブMC[67]

### その他コンテンツ
- Web CM フェイスネットワーク×サイボーグ009（2018年、サイボーグ003 / フランソワーズ・アルヌール）
- ダイソーかるたシリーズ 歴史人物かるた 読み上げ・キャラクターボイス（2021年）
- ダイソーかるたシリーズ 都道府県かるた 読み上げ・キャラクターボイス（2021年）